# Imamatet Futa Jallon

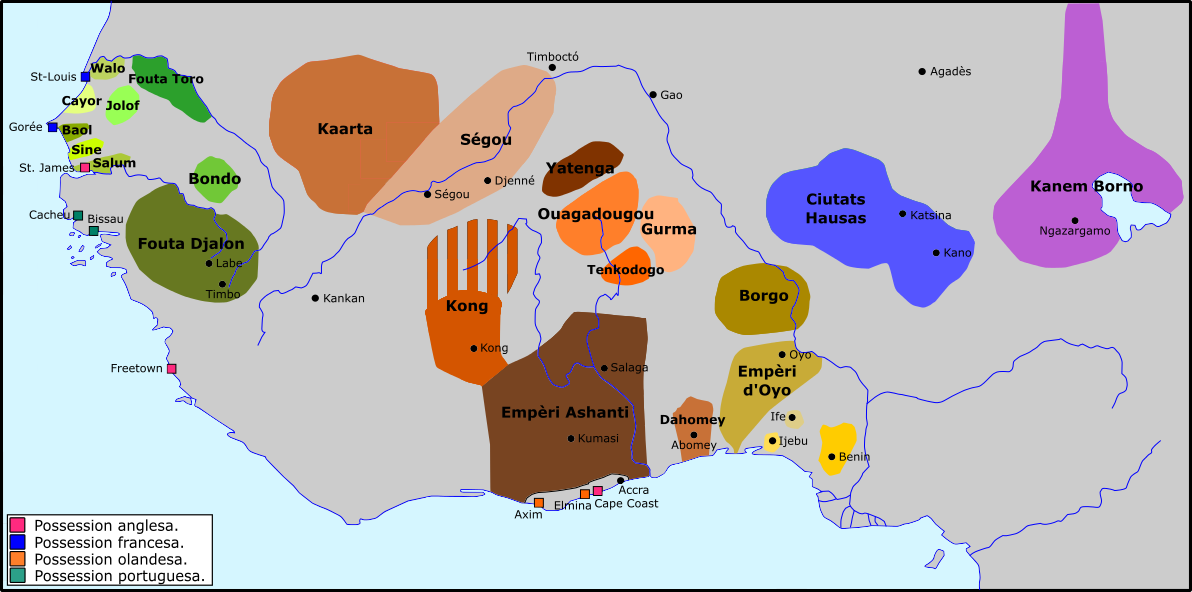
Västafrika under 1700-talet.

Imamatet Futa Jallon, var en historisk stat som låg i nuvarande Guinea mellan 1725 och 1912, med huvudstad i Timbo.
Det besegrade och efterträdde Kaabu.
Det uppgick i Franska Västafrika och Portugisiska Guinea.